# Легенда или быль?
«Легенда или быль?» (иное название — «Легенда о дуэли со смертью») (яп. 死闘の伝説, сито-но дэнсэцу; англ. A Legend or Was It?) — японский чёрно-белый (с цветными вставками) фильм-драма режиссёра Кэйсукэ Киноситы.

## Сюжет
Лето 1945 года. В конце войны на Тихом океане семейство Сонобэ живёт на острове Хоккайдо, куда эвакуировалось из Токио. Повзрослевшая дочь Киэко должна выйти замуж за сына деревенского старосты Такамори. Однако приехавший в деревню брат Киэко рассказывает ей правду о Такамори, с которым он вместе служил в войсках во время военных действий в Китае. Правда о Такамори весьма неприглядна — он совершил множество злодеяний на оккупированных территориях. Узнав об этом, Киэко отвергает Такамори и расторгает помолвку с ним.
Среди местного населения растёт волна недоверия к семейству Сонобэ, чему во многом поспособствовал разгневанный Такамори. Однажды он встречается на дороге с отвергнувшей его Киэко и пытается изнасиловать её. За неё вступается двоюродная сестра Юри, которая убивает Такамори. 
Староста призывает всех односельчан к отмщению за своего сына. Жители деревни, доведённые до отчаяния по поводу грядущей капитуляции Японии, ядерных бомб, сброшенных на Хиросиму и Нагасаки, и гибели одиннадцати односельчан на фронтах войны, находят выход своим эмоциям в безумии и холодной ненависти, которая объединяет почти всё население против чужаков — семьи Сонобэ. Вооружённое столкновение местных жителей с семейством Сонобэ приводит к гибели нескольких человек как с той, так и с другой стороны.

## В ролях
- Сима Ивасита — Киэко Сонобэ
- Марико Кага — Юри Симидзу
- Го Като — Хидэюки Сонобэ
- Кинуё Танака — Сидзуко Сонобэ
- Ёси Като — Синтаро Симидзу
- Бунта Сугавара — Гоити Такамори
- Цутому Мацукава — Норио Сонобэ
- Осаму Такидзава — рассказчик (голос за кадром)
- Тацуя Исигуро — Кинбэи Канамори
- Токуэ Ханадзава — Сансукэ
- Киёси Нономура — полицейский Хаяси
- Такэси Сакамото — Ген-сан

## Премьеры
- — 11 августа 1963 года состоялась национальная премьера фильма в Токио[1].

## Награды
Премия журнала «Кинэма Дзюмпо» (1964)
- Номинация на премию за лучший фильм 1963 года, однако по результатам голосования занял лишь 19-е место.

## Комментарии
1. ↑  Оригинальный перевод японского названия — «Легенда о дуэли со смертью», на торрент-трекерах в русскоязычном интернете фильм появился под названием «Легенда или быль?», взятом от английского названия фильма в американском прокате.